# Olivier Ratsi
Olivier Ratsi est un artiste plasticien français basé à Paris. Il est principalement connu pour son travail d’installations immersives mettant en jeu la perception spatiale.

## Parcours
Olivier Ratsi s'intéresse à l'image dès la fin des années 1990, période à laquelle il fonde Emovie, un collectif qui réalise des performances audiovisuelles, des clips et du VJing. 
Il amorce peu à peu une réflexion autour de la notion de déconstruction spatio-temporelle qui aboutira en 2005 sur le projet photographique WYSI*not*WYG (What You See Is *NOT* What You Get), avec notamment la série Anarchitecture, où il photographie puis déstructure avec l’outil numérique des immeubles et paysages urbains glanés en Corée, Japon, Tunisie et France. Cette série fera l’objet d’une commande pour le New York Times Style Magazine en 2008. En 2019, l'une des photos de la série Anarchitecture est exposée au musée MAAT de Lisbonne aux côtés d'autres grands noms de l'art contemporain, dans le cadre de l'exposition Fiction and Fabrication.
En 2007, il co-fonde le label visuel AntiVJ aux côtés des artistes plasticiens Yannick Jacquet, Romain Tardy et Joanie Lemercier. Le label entend remettre en question le simple mix d'images (VJing) et donner une dimension plus réfléchie aux performances, en accord avec l’architecture des lieux. AntiVJ se dresse alors en pionnier des performances audio-visuelles utilisant la technique du mapping et leurs spectacles sont présentés en Asie, Amérique du Nord et Europe.
Avec son projet sériel Echolyse démarré en 2013, le travail d’Olivier Ratsi s’oriente sur des installations audio-visuelles dont le noyau principal est l’interprétation du réel.
En  déformant puis en recomposant l'espace d'exposition et de projection, ses œuvres esquissent l’éventualité de l’existence d’un espace fictif tridimensionnel grâce à un jeu de perspective, notamment via la technique du trompe-l'œil et de l’anamorphose. La notion de l’espace-temps est ainsi abordée au travers de formes géométriques hypnotiques, accompagnées d’un dispositif sonore venant amplifier la sensation d’étourdissement sensoriel. 
Onion Skin (2013), DELTΔ (2014) ou Pêle-Mêle (2016) sont montrées dans de nombreux pays, notamment au Mexique et aux États-Unis.
Dernière œuvre de la série Echolyse, l'installation lumineuse et sonore Frame Perspective, dont une première version fut créée en 2018 lors d'une exposition personnelle au Kazakhstan, est exposée dans l'Hôtel de Région de Metz à l'occasion du festival Constellations de Metz en juin 2019.
Depuis 2015, ses œuvres sont marquées par une recherche formelle qui s'emploie à se détacher de la vidéo-projection pour s'orienter davantage sur des structures tangibles ou apparentées à de la sculpture. Ainsi, RCTNGL, présenté pour la première fois à la galerie Denise René en mai 2015, le projet Perspicere, présenté dans le cadre de la Biennale d'arts numériques Némo à la galerie Charlot en octobre 2015, ou les installations in situ Shape et Frame Perspective.
En novembre 2015, une image de l'œuvre audiovisuelle Onion Skin est choisie pour illustrer le numéro spécial arts numériques de Art Press 2, édité par la revue d'art contemporain Art Press.
En 2016, Olivier Ratsi quitte officiellement le label AntiVJ.
En 2019 sa carrière prend une nouvelle envergure formelle grâce à la réalisation d'œuvres de plus en plus monumentales. C'est aussi l'arrivée de la notoriété sur le sol français avec la commande et l'achat de plusieurs œuvres lumineuses in situ par des institutions : Frame Perspective par la Région Grand Est en juin 2019 et IIII par le Centre culturel canadien de Paris en mars 2020.
Une première grande exposition personnelle lui est dédiée à Marseille en décembre 2019.
En 2021, il est exposé à la Gaîté-Lyrique dans une exposition personnelle présentant onze œuvres déployées sur un parcours chromatique et thématique.
Olivier Ratsi figure dans la liste des 50 artistes du 21è siècle qui ont marqué la scène française dressée par la revue L'Œil en décembre 2020.